# Кліппан (комуна)
Комуна Кліппан (швед. Klippans kommun) — адміністративно-територіальна одиниця місцевого самоврядування, що розташована в лені Сконе у південній Швеції.
Кліппан 220-а за величиною території комуна Швеції. Адміністративний центр комуни — місто Кліппан.

## Населення
Населення становить 16 665 чоловік (станом на вересень 2012 року). 
| Кількість населення комуни Кліппан за 1970-2010 роки | Кількість населення комуни Кліппан за 1970-2010 роки | Кількість населення комуни Кліппан за 1970-2010 роки | Кількість населення комуни Кліппан за 1970-2010 роки | Кількість населення комуни Кліппан за 1970-2010 роки |
| ---------------------------------------------------- | ---------------------------------------------------- | ---------------------------------------------------- | ---------------------------------------------------- | ---------------------------------------------------- |
| Рік                                                  |                                                      |                                                      | Населення                                            |                                                      |
| 1970                                                 | 1970                                                 |                                                      | 16 198                                               | 16 198                                               |
| 1975                                                 | 1975                                                 |                                                      | 16 263                                               | 16 263                                               |
| 1980                                                 | 1980                                                 |                                                      | 16 549                                               | 16 549                                               |
| 1985                                                 | 1985                                                 |                                                      | 16 099                                               | 16 099                                               |
| 1990                                                 | 1990                                                 |                                                      | 16 426                                               | 16 426                                               |
| 1995                                                 | 1995                                                 |                                                      | 16 351                                               | 16 351                                               |
| 2000                                                 | 2000                                                 |                                                      | 15 541                                               | 15 541                                               |
| 2005                                                 | 2005                                                 |                                                      | 16 048                                               | 16 048                                               |
| 2010                                                 | 2010                                                 |                                                      | 16 515                                               | 16 515                                               |
| Джерело: SCB                                         |                                                      |                                                      |                                                      |                                                      |

## Населені пункти
Комуні підпорядковано 5 міських поселень (tätort) та низка сільських, більші з яких:
- Кліппан (Klippan)
- Юнґбігед (Ljungbyhed)
- Естра-Юнґбю (Östra Ljungby)
- Стідсвіґ (Stidsvig)
- Кліппанс-Брук (Klippans bruk)
- Кріка (Krika)
- Гилльстофта (Hyllstofta)

## Міста побратими
Комуна підтримує побратимські контакти з такими муніципалітетами:
- Комуна Санде, Норвегія
- Віяла, Фінляндія
- Лімбазі, Латвія

## Галерея

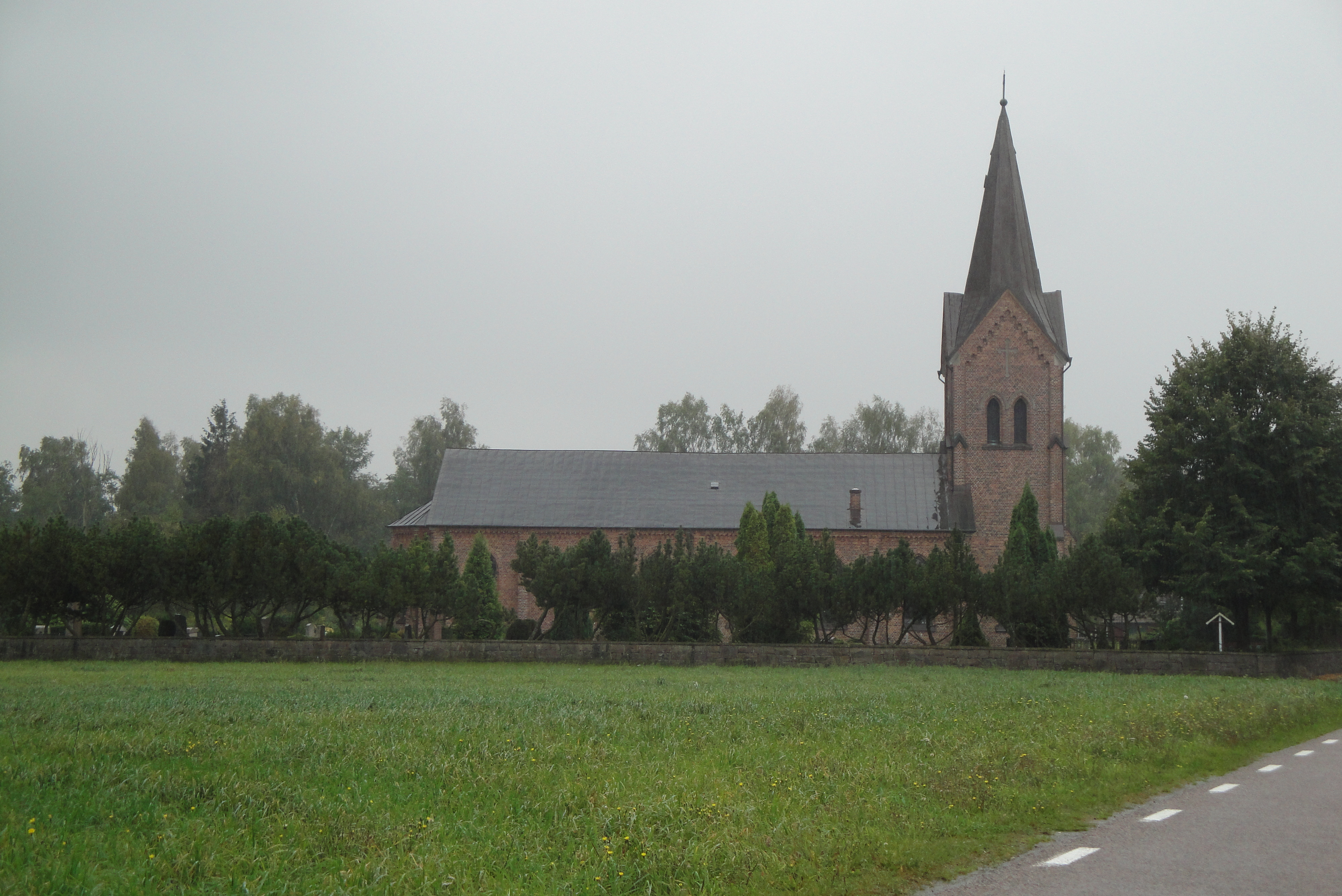
Місто Кліппан
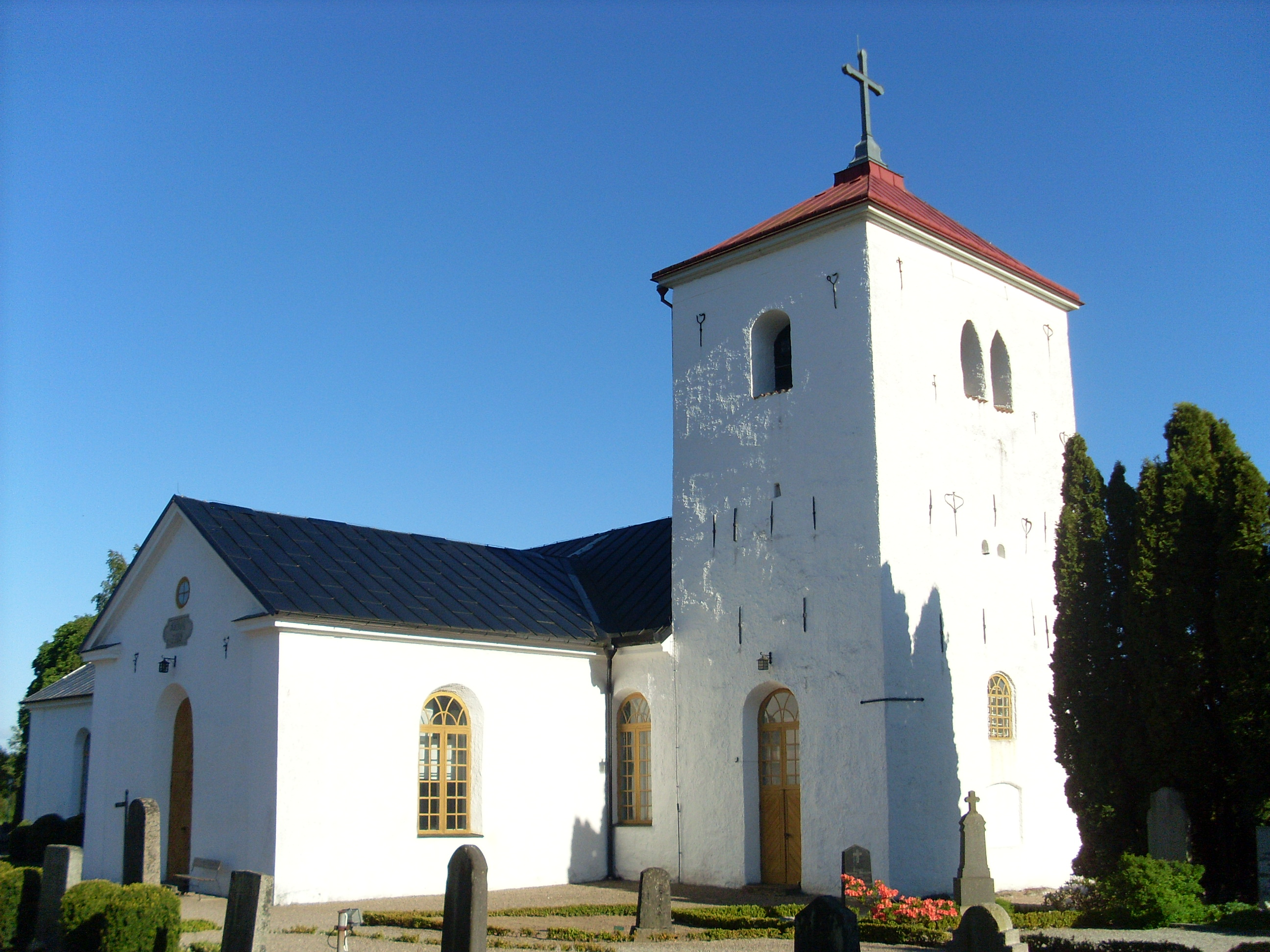
Церква (Рісеберґа)
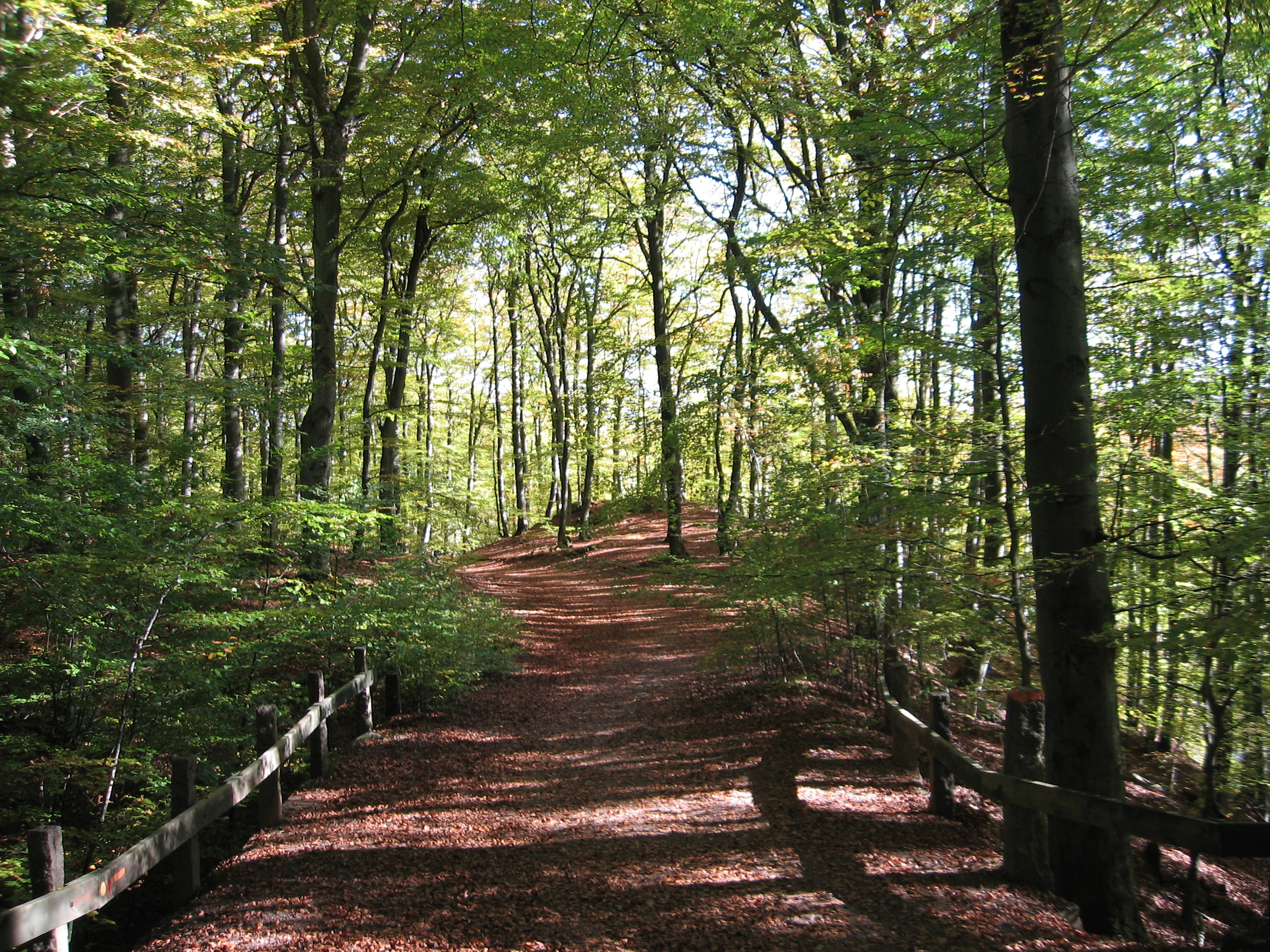
Національний парк Седеросен
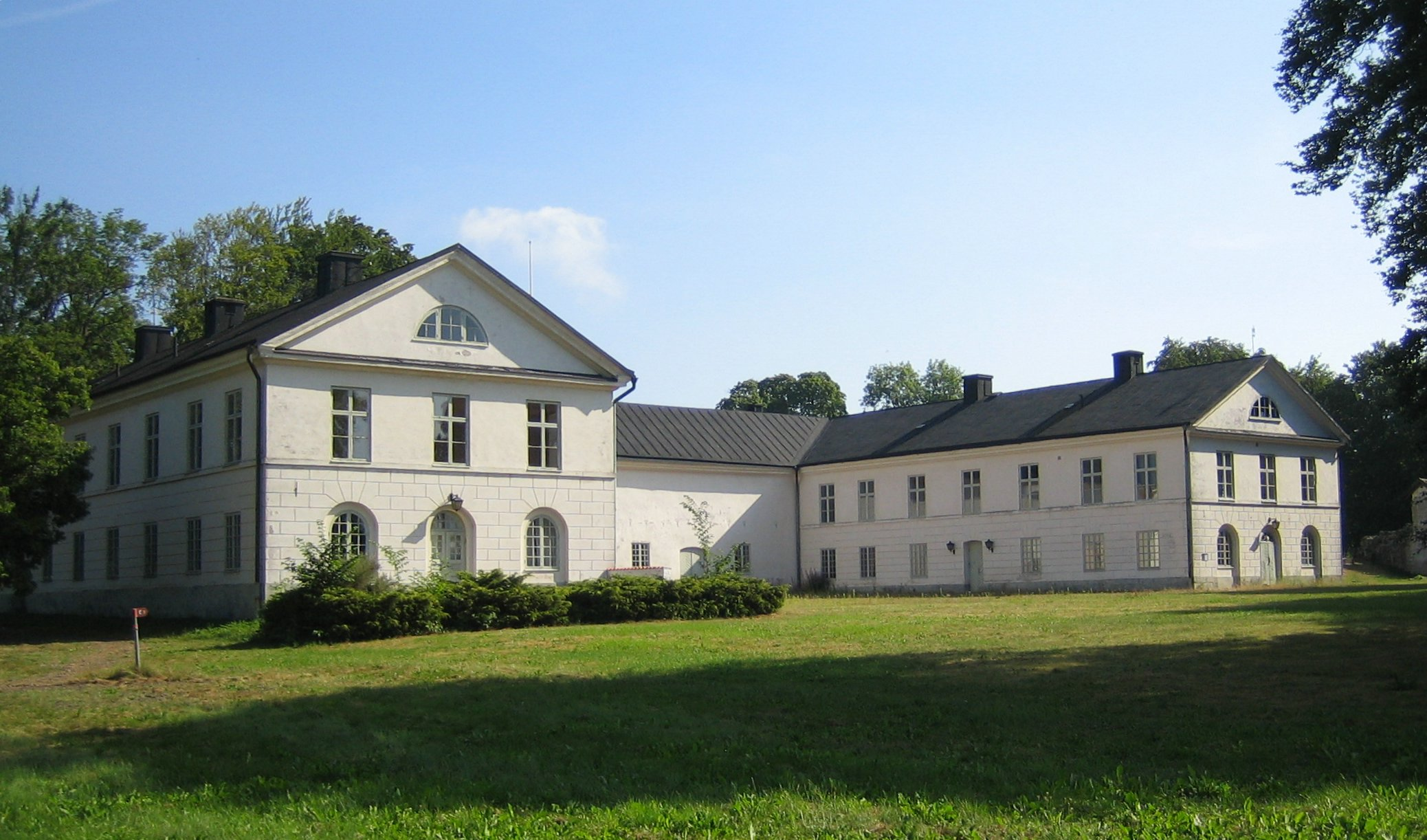
Замок Герревадсклостер

## Виноски
1. ↑  Andersson P. Sveriges kommunindelning 1863-1993 — Mjölby: Draking, 1993. — 132 с. — ISBN 978-91-87784-05-7
2. 1 2  https://www.hd.se/2014-03-10/en-ovanlig-svensson-lamnar-makten
3. ↑  https://www.svt.se/nyheter/lokalt/helsingborg/blockoverskridande-trio-styr-klippan-i-minoritet
4. ↑  https://www.hd.se/2022-03-25/kommunalradet-hans-bertil-sinclair-slutar-efter-valet
5. ↑  https://www.svt.se/nyheter/lokalt/helsingborg/avhoppade-moderaten-anna-andren-ska-leda-klippan
6. ↑  https://www.hd.se/artikel/kerstin-persson-lamnar-klippanpolitiken-helt/
7. ↑  https://www.svt.se/nyheter/lokalt/helsingborg/kvinnlig-toppolitiker-i-klippan-ute-ur-politiken
8. ↑  Folkmangd i riket, lan och kommuner (шв.) . Центральне бюро статистики Швеції. Архів оригіналу за 20 серпня 2013. Процитовано 19 лютого 2013.